# Novo Nordisk Fondens Pris til Naturfagsunderviser på Læreruddannelsen
Novo Nordisk Fondens Pris til Naturfagsundervisere på Læreruddannelsen er en pris, der uddeles til undervisere på læreruddannelsen i Danmark. Prisen tildeles undervisere, som underviser i fagene natur/teknologi, fysik/kemi, biologi, geografi og matematik.
Prisen har til formål at anerkende og synliggøre undervisere, der bidrager til uddannelsen af fremtidige naturfagslærere til grundskolen. Den fokuserer på at fremhæve indsatsen for at styrke kvaliteten af undervisningen i naturfagene på læreruddannelsen.

## Baggrund
Prisen er etableret af Novo Nordisk Fonden som en del af fondens indsats for at fremme uddannelse og udvikling inden for naturvidenskab og matematik. Den skal støtte arbejdet med at sikre en høj standard i uddannelsen af lærere, der skal undervise i naturfagene i grundskolen.

### Modtagere
Prisen tildeles undervisere eller teams af undervisere, der har ydet en særlig indsats inden for naturfagsundervisningen på læreruddannelsen. Udvælgelsen baseres på kriterier som faglig kvalitet, pædagogisk praksis og bidrag til udvikling af undervisningen i naturfagene.

### Nomineringsproces
Prisen uddeles til en underviser efter indstilling fra uddannelseslederen, dekanen eller rektoren på vedkommendes uddannelsesinstitution. Lærerstuderende og kolleger kan foreslå kandidater til uddannelsesleder, dekan eller rektor, som herefter kan indsende en officiel indstilling via de angivne ansøgningsprocedurer.
- Flere kandidater fra samme uddannelsesinstitution kan indstilles.
- Kandidater, der tidligere er blevet indstillet uden at modtage prisen, kan genindstilles.
- Den endelige prismodtager udvælges af en komite for Novo Nordisk Fondens Undervisningspriser[6].

### Præmie
Vinderen modtager en samlet pris på DKK 250.000, som fordeles på følgende måde:
1. Personlig hæderspris:
  - Prismodtageren modtager DKK 50.000 som en personlig anerkendelse for sit arbejde og bidrag til naturfagsundervisningen.
2. Beløb til uddannelsesinstitutionen:
  - Udannelsesinstitutionen, hvor prismodtageren er ansat, modtager DKK 200.000. Dette beløb er øremærket til udvikling af den naturfaglige undervisning.

## Liste over modtagere
Nedenfor findes listen af tidligere modtagere af Novo Nordisk Fondens Pris til Naturfagsundervisere på Læreruddannelsen:
| År   | Prismodtager                  | Uddannelsesinstitution               |
| ---- | ----------------------------- | ------------------------------------ |
| 2024 | Lars Henrik Jørgensen         | UC Syd, Haderslev                    |
| 2023 | Mette Hesselholt Henne Hansen | Via University College, Silkeborg    |
| 2022 | Karen Seierøe Barfod          | Via University College, Nørre Nissum |
| 2021 | Jens Aarby                    | Københavns Professionshøjskole       |
| 2020 | Steffen Elmose                | Professionshøjskolen UCN, Aalborg    |
| 2019 | Loa Björk Jóelsdóttir         | Via University College, Silkeborg    |
| 2018 | Thomas Dyreborg Andersen      | Københavns Professionshøjskole       |